# Jeff Attinella
Jeff Attinella (Clearwater, 29 settembre 1988) è un ex calciatore statunitense, di ruolo portiere.

## Palmarès

### Club

#### Competizioni nazionali
- MLS is Back Tournament: 1

Portland Timbers: 2020